# Casa del Puparo
La Casa del Puparo o Casa Cammarata è una casa-monumento situata nel rione Maregrosso di Messina.

## Storia
Si tratta dell'abitazione del Cavalier Giovanni Cammarata (Messina, 1914-2002). Muratore in pensione, seppur privo di una vera formazione artistica, a partire dal 1970 iniziò ad abbellire e decorare la propria abitazione attraverso la realizzazione di opere artistiche originali e fantasiose.
Situata in quella che lui stesso ribattezzerà Via delle Belle Arti n. 20,  nella periferia industriale di Messina, (e che sarà la sua dimora fino al 2002, anno della morte), la "casa del cavaliere" fu spesso al centro di polemiche e rischiò più volte di essere abbattuta. Della struttura originale è rimasta in piedi solo la facciata, molte opere sono state distrutte e il resto della casa è stato raso al suolo per la realizzazione del parcheggio di un supermercato. Grazie all'attività di numerose associazioni cittadine, che ne hanno difeso e promosso il valore artistico, nel 2009 il Comune di Messina decise di disporre interventi di recupero e messa in sicurezza del monumento. L'opera di Cammarata è oggetto di studi, pubblicazioni, e documentari ed è universalmente considerata una delle più interessanti espressioni dell'outsider art contemporanea.
La Casa del Puparo è stato uno dei pochi siti italiani compresi nella ricerca fotografica di Deidi von Schaewen Fantasy Worlds (testi di John Maizels, Taschen 1999 n. ed.: 2007). 
Il monumento, oltre ad essere meta turistica, è anche oggetto di iniziative culturali che vedono il coinvolgimento degli studenti delle scuole cittadine.
Nel 2018, la Commissione Cultura della III Circoscrizione del Comune di Messina, ha predisposto le strategie e interventi da mettere in atto per la salvaguardia di Casa Cammarata,.

## Riferimenti culturali
La Casa del Puparo è anche il titolo di un capitolo di Addio Fantasmi, il romanzo della scrittrice Nadia Terranova  interamente ambientato a Messina e pubblicato da Einaudi nel 2018.